# John Wooden
John Robert Wooden (* 14. Oktober 1910 in Martinsville, Indiana; † 4. Juni 2010 in Los Angeles) war ein US-amerikanischer Basketballspieler und -trainer. Als Cheftrainer der University of California, Los Angeles-Basketballmannschaft der UCLA Bruins gewann er zehn NCAA Division I Basketball Championships, davon sieben in Serie von 1967 bis 1973. Er war mit Abstand der erfolgreichste Trainer der Wettbewerbsgeschichte, kein anderer Trainer kann mehr als fünf Titelgewinne vorweisen. Während seiner aktiven Zeit erhielt er den Spitznamen „Indiana Rubber Man“, später wurde er in Anlehnung an den Zauberer von Oz „Wizard of Westwood“ genannt.

## Karriere
Als Spieler war Wooden auf der Position des Guards für die Mannschaft der Purdue University aktiv, mit der er 1932 die nationale College-Meisterschaft gewinnen konnte. In der National Basketball League spielte er für die Indianapolis Kautskys sowie die Hammond Ciesar All-Americans und trainierte parallel dazu High-School-Mannschaften. Nach dem Zweiten Weltkrieg, in dem er der Navy gedient hatte, wurde Wooden Trainer der Mannschaft des Indiana State Teachers College, der heutigen Indiana State University.

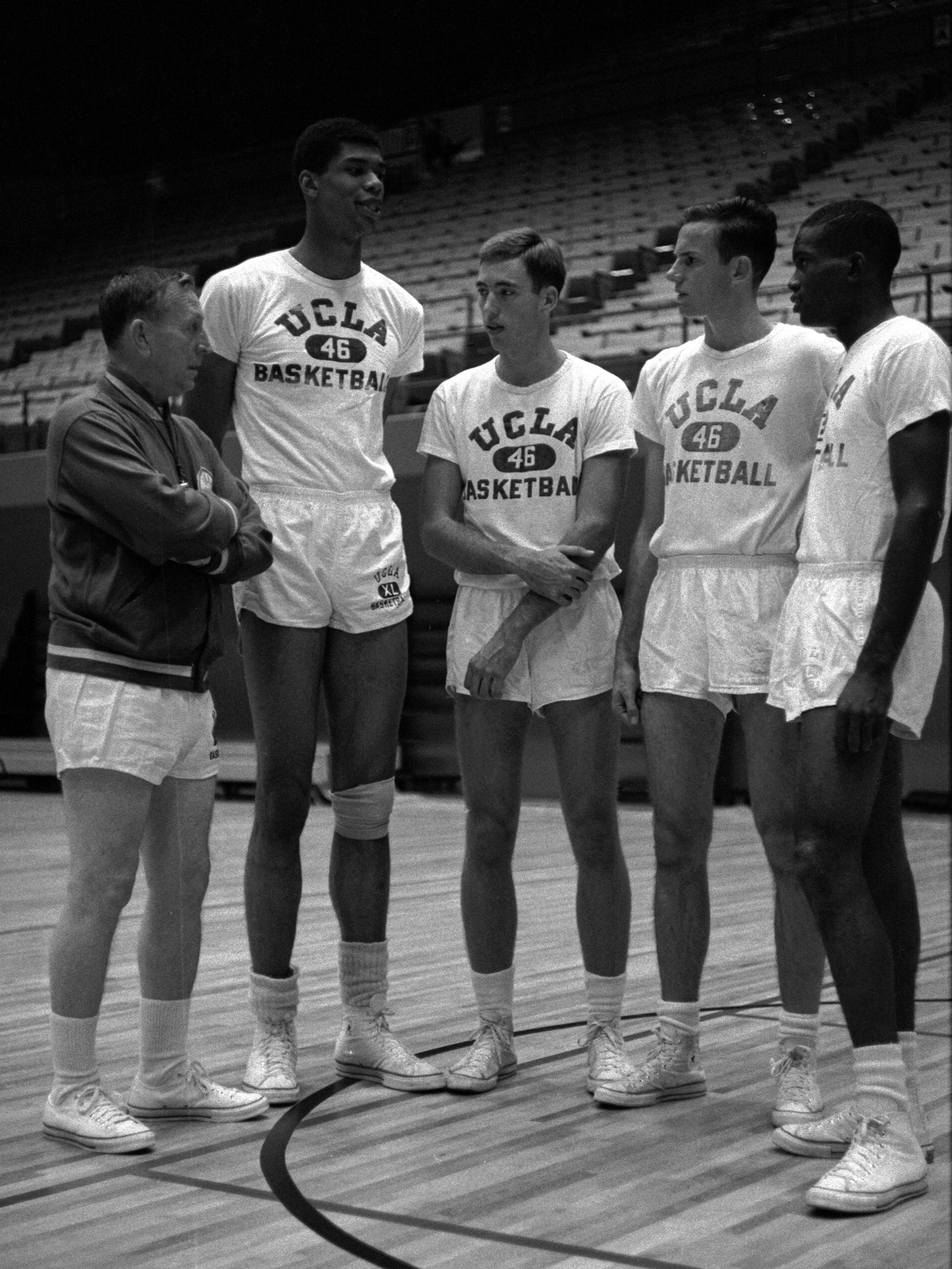
John Wooden (links) mit Lew Alcindor, Lynn Shackelford, Kenny Heitz und Lucius Allen (1965)

Von 1948 bis 1975 war er für die Basketballmannschaft der UCLA verantwortlich, wo er spätere NBA-Stars wie Gail Goodrich, Lew Alcindor alias Kareem Abdul-Jabbar sowie Bill Walton betreute. Seinen ersten National-Collegiate-Athletic-Association-Titel mit den Bruins feierte Wooden 1964, es war zugleich seine erste von insgesamt vier Saisons ohne Niederlage. Weitere Titelgewinne feierte er 1965, 1967 bis 1973 sowie 1975 zum Abschluss seiner Karriere. In der Saison 1971/72 gewann seine Mannschaft im Durchschnitt mit über 30 Punkten Vorsprung, zwischen 1971 und 1974 gewann sie 88 Spiele in Folge.

## Trainerverhalten
Aufgrund seiner überaus erfolgreichen Karriere als Trainer wurde sein Trainerverhalten in Training und Wettkampf systematisch beobachtet. Im Training erfolgte täglich von 15–15:30 h individuelles Training, von 15.30–17:30 h Mannschaftstraining. Die typische Verhaltenssequenz von Wooden war hierbei: Spielfluss unterbrechen – kritisieren – falsch vormachen – richtig vormachen – Spielfluss wieder in Gang bringen. Loben konnte nicht beobachtet werden. Die Mannschaften Woodens waren konditionsstärker als jegliche Konkurrenz, so dass sie in der Lage waren, eine full court press über die gesamte Spielzeit durchzuhalten und so auch körperlich überlegene Mannschaften stehend K.o. zu spielen. Zudem hat Wooden vor den Spielen regelmäßig mit seiner Mannschaft in der Kabine gebetet. John Wooden hat seine Mannschaften intensiver gedrillt als andere Trainer und nur relativ wenig gespielt. Die Wooden Drills sind die Grundlage eines deutschen Lehrbuches geworden.

## Ehrungen
Wooden erhielt 1972 die Auszeichnung als Sportsman of the Year der Sports Illustrated. Er wurde als erste Person überhaupt sowohl als Spieler (1960) als auch als Trainer (1973) in die Naismith Memorial Basketball Hall of Fame aufgenommen. 2003 wurde Wooden die Presidential Medal of Freedom verliehen. Als ein Zeichen der Anerkennung benannte die UCLA deshalb ein Sporterholungszentrum, das John Wooden Center, nach ihm.